# Jerome Avenue Line
De Jerome Avenue Line, ook bekend als IRT Woodlawn Line is een van de IRT lijnen, of 'trajecten', van de metro van New York. De lijn is geopend op 2 juni 1917. Op 17 juli 1918 werd de doorgaande dienst op de Lexington Avenue Line ingesteld, tot die tijd werd een pendeldienst gereden. De lijn werd doorgetrokken van Kingsbridge Road naar Woodlawn op 15 april 1918.
De Jerome Avenue Line wordt gebruikt door lijn 4 .